# Gelegenheidstheorie
De gelegenheidstheorie stelt dat de kans op deelname aan criminele activiteiten groter wordt als de gelegenheid groot is, 'gelegenheid maakt de dief'. Het is onderdeel van de rationele-keuzetheorie in criminologie. Cohen en Felson stelden dat er drie voorwaarden zijn voor een delict. Er moet een gemotiveerde dader zijn, een aantrekkelijk doelwit en weinig of geen toezicht. In tegenstelling tot veel andere theorieën stelt de gelegenheidstheorie dat sociale ongelijkheid en armoede niet tot meer criminaliteit leiden.
Op basis van de theorie kan preventie worden toegepast om misdaad te voorkomen. Hierbij wordt wel onderscheid gemaakt tussen persoonsgerichte en situationele preventie.